# 田代照勝
田代 照勝（たしろ てるかつ、1934年6月27日 - 2003年10月8日）は、岡山県出身のプロ野球選手（投手）、プロ野球審判員、野球解説者、飲食店経営者。木屋フーズ社長。

## 来歴・人物
岡山県立南海高等学校ではエースとして活躍。1952年春季山陽大会決勝に進み、柳井商工の森永勝也と投げ合うが0-1で惜敗。同年夏の甲子園県予選決勝で岡山東高を降し、東中国大会に進む。しかし1回戦で浜田高に敗れ甲子園には届かなかった。高校同期に二塁手の三宅秀史がいた。
1953年に国鉄スワローズへ入団。1955年7月27日に三林清二をリリーフして大洋ホエールズから初勝利。8月4日に大阪タイガースを相手に初先発、西村一孔と投げ合い、8回を3失点に抑えるが敗戦投手となった。在籍6年間で6勝6敗の成績を挙げ、1958年限りで引退。ドロップ、カーブ、ナックルを武器とした。
1959年からセントラル・リーグ審判員となり1968年まで930試合務めた。
審判を辞めた後はうどん屋「手打ちうどん銀座木屋」を経営していた他、1972年にはテレビ神奈川（TVK）の野球解説者も務めていた。
2003年10月8日に心不全のため69歳で死去。

## 詳細情報

### 年度別投手成績
| 年 度     | 球 団     | 登 板 | 先 発 | 完 投 | 完 封 | 無 四 球 | 勝 利 | 敗 戦 | セ 丨 ブ | ホ 丨 ル ド | 勝 率 | 打 者 | 投 球 回 | 被 安 打 | 被 本 塁 打 | 与 四 球 | 敬 遠 | 与 死 球 | 奪 三 振 | 暴 投 | ボ 丨 ク | 失 点 | 自 責 点 | 防 御 率 | W H I P |
| --------- | --------- | ----- | ----- | ----- | ----- | -------- | ----- | ----- | -------- | ----------- | ----- | ----- | -------- | -------- | ----------- | -------- | ----- | -------- | -------- | ----- | -------- | ----- | -------- | -------- | ------- |
| 1954      | 国鉄      | 4     | 0     | 0     | 0     | 0        | 0     | 0     | --       | --          | ----  | 40    | 8.1      | 12       | 1           | 5        | --    | 0        | 5        | 0     | 0        | 8     | 5        | 5.00     | 2.10    |
| 1955      | 国鉄      | 13    | 3     | 0     | 0     | 0        | 1     | 2     | --       | --          | .333  | 183   | 43.2     | 46       | 3           | 9        | 0     | 1        | 34       | 1     | 0        | 19    | 18       | 3.68     | 1.27    |
| 1956      | 国鉄      | 19    | 7     | 0     | 0     | 0        | 2     | 3     | --       | --          | .400  | 233   | 55.2     | 56       | 2           | 16       | 2     | 3        | 31       | 0     | 0        | 20    | 18       | 2.89     | 1.30    |
| 1957      | 国鉄      | 18    | 9     | 0     | 0     | 0        | 3     | 1     | --       | --          | .750  | 221   | 54.1     | 45       | 7           | 15       | 0     | 1        | 34       | 0     | 1        | 22    | 17       | 2.78     | 1.11    |
| 1958      | 国鉄      | 2     | 0     | 0     | 0     | 0        | 0     | 0     | --       | --          | ----  | 10    | 2.1      | 3        | 0           | 0        | 0     | 0        | 1        | 0     | 0        | 1     | 1        | 3.00     | 1.43    |
| 通算：5年 | 通算：5年 | 56    | 19    | 0     | 0     | 0        | 6     | 6     | --       | --          | .500  | 687   | 164.1    | 162      | 13          | 45       | 2     | 5        | 105      | 1     | 1        | 70    | 59       | 3.22     | 1.26    |

### 背番号
- 42 （1953年）
- 15 （1954年 - 1957年）
- 31 （1958年）

## 関連情報

### 出演番組
- テレビ神奈川制作プロ野球中継 - 解説[注 7]